# Пригода з MD-11 біля Алеутських островів
Інцидент з MD-11 біля Алеутських островів — авіаційна пригода, що сталася в ніч на 6 квітня 1993 року. Пасажирський авіалайнер McDonnell Douglas MD-11 китайської авіакомпанії China Eastern Airlines виконував плановий міжконтинентальний рейс MU583 за маршрутом Пекін—Шанхай—Лос-Анджелес, але через кілька годин після вильоту з Шанхаю, під час польоту над Тихим океаном, раптово 1 раз перейшов у мимовільний різкий набір висоти і 2 рази перейшов у мимовільне пікірування. Через 2 години та 19 хвилин екіпаж посадив пошкоджений літак на авіабазі ВПС США Шем'я на однойменому острові (Алеутські острови, Аляска, США). З 255 людей, що знаходилися на його борту (235 пасажирів і 20 членів екіпажу) загинули 2, ще 156 отримали поранення різного ступеня тяжкості.

## Літак
McDonnell Douglas MD-11 (реєстраційний номер B-2171, заводський 48495, серійний 461) був випущений у травні 1991 року. 24 травня того ж року було передано авіакомпанії China Eastern Airlines. Оснащений трьома турбовентиляторними двигунами Pratt & Whitney PW4460. На день події здійснив 1571 цикл «зліт-посадка» і налітав 4810 годин.

## Екіпаж
- Командир повітряного судна (КПС) - 42-річний Лю Цзяньпін (англ. Liu Jianping, кит.: 刘建平). Досвідчений пілот, був кваліфікований на пілота Іл-14, Hawker Siddeley Trident, Airbus A310, Airbus A300-600R та McDonnell Douglas MD-11. Налітав 8535 годин, 1341 їх на MD-11.
- Другий пілот — 43 роки. Досвідчений пілот, був кваліфікований на пілота Іл-14, Ан-24, BAe 146 і McDonnell Douglas MD-11. Налітав 9714 годин, 199 із них на MD-11.
- Бортінженер - 41-річний Лю Ляньсін (англ. Liu Lianxing, кит.: 刘连兴). Був кваліфікований на пілота Airbus A310 та бортінженера Hawker Siddeley Trident, Airbus A300-600R та McDonnell Douglas MD-11. Налітав 9892 години.

Також на борту літака знаходився змінний екіпаж із 5 людей.
У салоні літака працювали 12 стюардесс на чолі зі старшою стюардесою Ван Япін (англ. Wang Yaping, кит.: 王亚平).

## Хронологія подій
О 01:10 HST рейс MU583 летів над Тихим океаном зі швидкістю 1028 км/год, виконуючи переліт з Шанхаю до Лос-Анджелеса (перший відрізок маршруту Пекін—Шанхай пройшов без інцидентів), коли один із пілотів випадково випустив передкрилки. Автопілот відключився, лайнер потрапив у складне просторове положення і спочатку різко почав набір висоти, а потім 2 рази різко перейшов у мимовільне пікірування, при цьому втративши 1500 метрів висоти, перш ніж екіпаж зміг стабілізувати лайнер. Командир оголосив про аварійну посадку через травми пасажирів. О 03:29 HST рейс MU583 здійснив аварійну посадку на авіабазі ВПС США Шем'я на Алеутських островах.
З 235 пасажирів та 20 членів екіпажу 60 були госпіталізовані, 2 зрештою померли. З 8 пілотів 3 отримали серйозні травми, решта 5 не постраждали. З 12 стюардес 8 не постраждали, а 4 отримали поранення. З пасажирів, що вижили, 84 не постраждали, 96 отримали легкі травми і 53 - серйозні травми. До 24 квітня 1993 року всі пасажири, що вижили, крім трьох, були виписані з лікарні.

## Розслідування
Розслідування причин події з рейсом MU583 проводила Національна рада з безпеки на транспорті Національна рада з безпеки на транспорті (NTSB).
Остаточний звіт розслідування було опубліковано 27 жовтня 1993 року.

## Наслідки інциденту
- Після події McDonnell Douglas MD-11 B-2171 був відремонтований та продовжив експлуатуватися авіакомпанією China Eastern Airlines. У січні 2004 року літак був перероблений з пасажирського в вантажний (MD-11F) і перейшов до China Eastern Airlines Cargo (вантажний підрозділ China Eastern Airlines). У березні 2005 року літак було передано авіакомпанії China Cargo Airlines[en], а 30 липня 2010 року авіалайнер був куплений авіакомпанією Sky Lease Cargo[en], в якій його б/н змінився на N951AR. 7 серпня 2014 він був списаний.
- Авіакомпанія China Eastern Airlines все ще використовує номер рейсу MU583 на маршруті Шанхай—Лос-Анджелес, проте тепер рейс виконується з шанхайського міжнародного аеропорту Пудун і ним літає Boeing 777.

## Культурні аспекти
- Катастрофа рейсу 583 China Eastern Airlines показана у 25 сезоні канадського документального телесеріалу Розслідування авіакатастроф.